# Distretto di Salah Bey
Il distretto di Salah Bey è un distretto della provincia di Sétif, in Algeria.

## Comuni
Il distretto di Salah Bey comprende 5 comuni:
- Salah Bey
- Boutaleb
- Hamma
- Ouled Tebben
- Rasfa